# Język baszkarik
Język baszkarik (baškarīk, gāwrī, gārwī, Baškar) – język dardyjski z grupy wschodniej, używany w górnej części doliny rzeki Pandżkora i w pobliżu źródeł rzeki Swat.

## Gramatyka
- rzeczownik ma liczbę, rodzaj i 3 przypadki (rectus, obliquus, locativus)
- przymiotnik ma tylko rodzaj
- zaimek – oprócz obliquus ma również genetivus (używany jako possessivus)